# 茶菱属
茶菱属（学名：Trapella）是脂麻科下的一个属，为浮水草本植物。该属共有2种，分布于亚洲东部。

## 分類
本屬植物多被歸於脂麻科，但有些分類學者會將之歸於茶菱科（Trapellaceae Honda & Sakis.），特別是角脂麻科被獨立成科時。
本屬屬名在1887年由丹尼爾·奧利弗命名，同時發表了當時的新種植物，茶菱，這份標是韓爾禮在1881年至1887年間，被派駐宜昌海關時採集，送到邱園。丹尼爾·奧利弗於1887年，根據韓爾禮第1671號標本發表。據丹尼爾·奧利弗1887年發表新種時的註文稱：「這是最近在中國採到最讓人覺得有趣的植物。....我暫時將之歸於脂麻類（Pedalineae），但極可能它自成一自然群（distinct Natural Order）。」
本屬植物約有一種或二種。中國有一種，茶菱。

## 形態
茶菱屬植物為水生草本植物，形態如下：
- 浮水葉三角-圓形至心形，沈水葉為披針形。
- 花單一腋生。萼五齒，基部管狀，與子房合生。
  - 花冠漏斗狀，唇形，最下唇瓣最長。最上二瓣形成之唇不明顯。
  - 雄蕊二枚包於花冠中（不突出花冠），基部黏合於花冠。
  - 子房下位，二室，其中一個子房室退化，另一個則具二枚胚珠。
  - 柱頭二瓣。
- 結果時柄彎曲。果實不開裂，長形。
  - 在萼下方具五枚鈎狀或刺狀附屬物，有時形成三至五枚翅。
- 種子一枚。

## 分布
本屬植物分布遠東：中國、日本、韓國、俄羅斯。